# Fritz Noetling

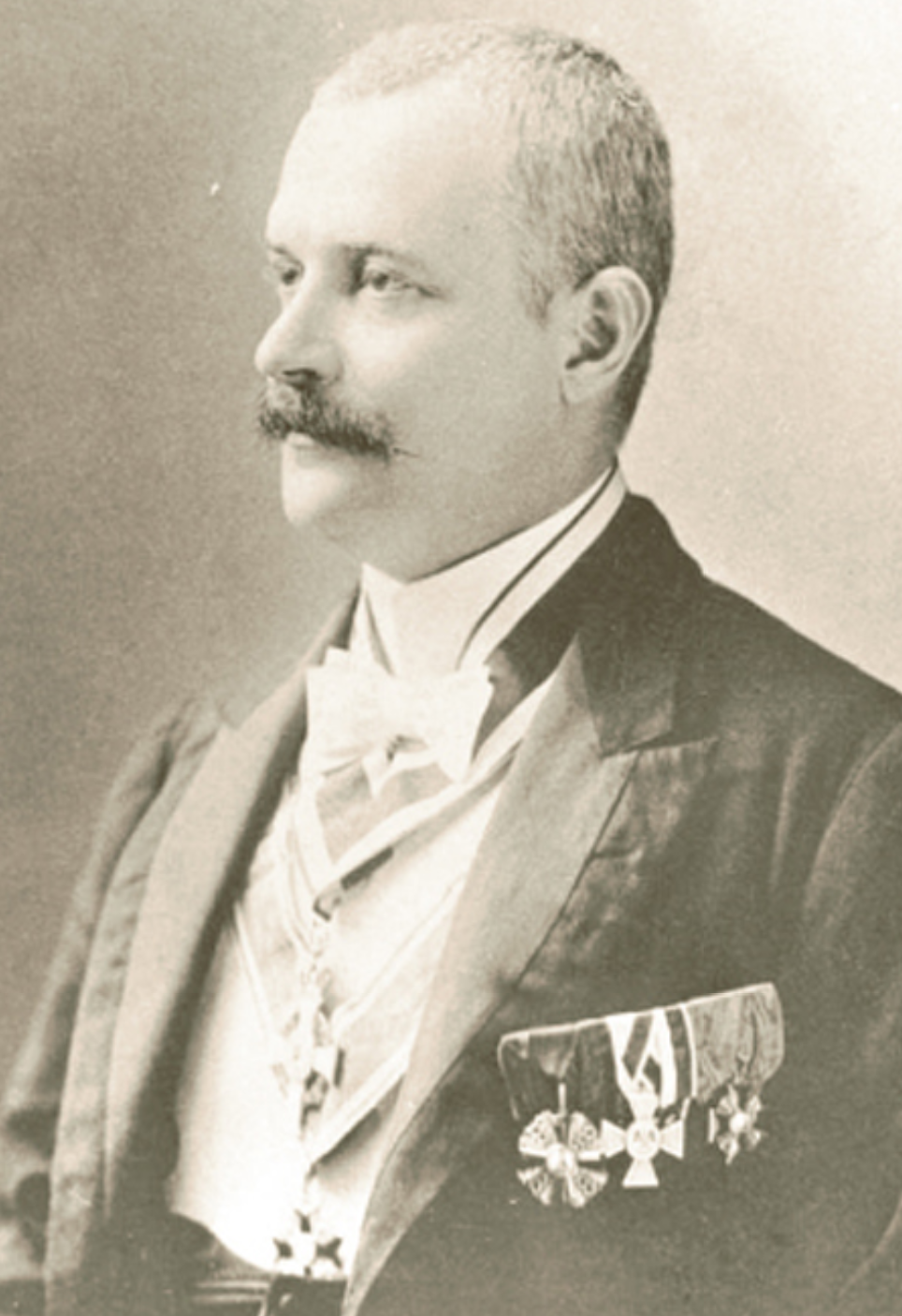
Fritz Noetling

Fritz Noetling (* 17. Juli 1857 in Mannheim; † 10. Oktober 1928 in Baden-Baden) war ein deutscher Geologe und Paläontologe.

## Leben
Fritz Noetling studierte an der Rheinischen Friedrich-Wilhelms-Universität Bonn und der Kaiser Wilhelms-Universität Straßburg. Er wurde Mitglied des Corps Palatia Bonn (1877) und des Corps Palatia Straßburg (1878).
Im Herbst 1879 unternahm er eine ausgedehnte geologische Begehung der Triasvorkommen in Niederschlesien. Die Ergebnisse waren die Grundlage seiner Promotion an der Friedrich-Wilhelms-Universität zu Berlin (1880). Sie wurden in der Zeitschrift der Deutschen Geologischen Gesellschaft veröffentlicht. 1882 habilitierte sich Noetling bei Max Bauer in Königsberg, der damals Rektor der Albertus-Universität Königsberg war. Von 1883 bis 1887 war Noetling bei der Preußischen Geologischen Landesanstalt (PGLA). Noetlings zwischen 1882 und 1885 angebotenen Veranstaltungen über Fossile Wirbelthiere und Geognosie des norddeutschen Flachlandes, die er seiner Lehrberechtigung entsprechend hielt, waren nur „schwach besucht“. Deshalb trat er 1886 in die Dienste des Geological Survey of India. Von Kalkutta aus leitete er die geologische Landesuntersuchung im östlichen Indien. Außer Indien bereiste er Myanmar (damals Birma), Australien, Tasmanien und die Vereinigten Staaten.
Während seiner vierjährigen Internierung in dem Lager Holsworthy in New South Wales verfasste er sein letztes Buch Die kosmischen Zahlen der Cheops-Pyramide – der mathematische Schlüssel zu den Einheits-Gesetzen im Aufbau des Weltalls.

## Ehrungen
- Wahl in die Deutsche Akademie der Naturforscher Leopoldina (8. August 1899)[8]

## Schriften
- Die Entwickelung der Trias in Niederschlesien. Zeitschrift der Deutschen Geologischen Gesellschaft, XXXII, Berlin 1880, S. 300–349, Tafel XIII–XV (Diss. Berlin).
- Die Fauna des samländischen Tertiärs, Theil I, Lieferung I, II und VI, 1885. Archive.org
- Der Jura am Hermon – eine geognostische Monographie, 1887.
- Die asiatische Trias, 1905.
- Das Vorkommen von Petroleum in Birma, 1905.
- Beiträge zur Kenntnis der Zinnerzlagerstätten in Tasmanien, 1914.
- Die kosmischen Zahlen der Cheopspyramide, 1921.